# هلیفیلد
هلیفیلد (به انگلیسی: Hellifield) یک روستا و محله مدنی در بریتانیا است که در کریون واقع شده‌است. هلیفیلد ۱٬۴۲۶ نفر جمعیت دارد.